# Plutarh
Plútarh (starogrško Μέστριος Πλούταρχος: Méstrios Ploútarchos; latinsko Mestrius Plutarchus), starogrški zgodovinar, biograf, filozof in svečenik, * okoli 48, Haironeja v Beociji, † okoli 127, Delfi.
Plutarh se je rodil v ugledni družini v Haironeji (gr. Χαιρώνεια), mestecu v Beociji nedaleč stran od Delfov. Napisal je deli Vzporedni življenjepisi in Moralia.
Napisal je tudi Življenje velikih Rimljanov, ki je v slovenskem prevodu izšlo leta 1950.

## Moralia
Moralia ali Moralne zadeve je eklektična zbirka 78 esejev, razprav, literarnih del in govorov. Z njimi dobimo vpogled v življenje Rimljanov in Grkov, toda pogosto nudijo tudi fascinantna brezčasna opažanja. Mnogi Evropejci so jih prebirali ali celo oponašali (npr. Montaigne, renesančni pisci in razsvetljenski filozofi.
Celotna zbirka še ni prevedena v slovenščino, so pa prevedena posamezna besedila. (Glej seznam na Moralia.)
- Moralia v angleškem prevodu

- Transkripcija Arhivirano 2007-02-03 na Wayback Machine. francoskega prevoda iz 1587 (stara francoščina).

## Vzporedni življenjepisi
Plutarh je zlasti znan po svojih življenjepisih slavnih Grkov in Rimljanov. Med njimi najdemo biografije Aleksandra Velikega, Gaja Julija Cezarja ipd.
Dostopni so v slovenskem prevodu. (COBISS)